# Illa de Santo Antão
L'illa de Santo Antão és una illa de Cap Verd, situada a l'arxipèlag de les illes de Barlavento. És la segona més gran del país en superfície (779 km²) i la tercera en població, amb una longitud màxima de 43 km i uns 24 km en la part més ampla.

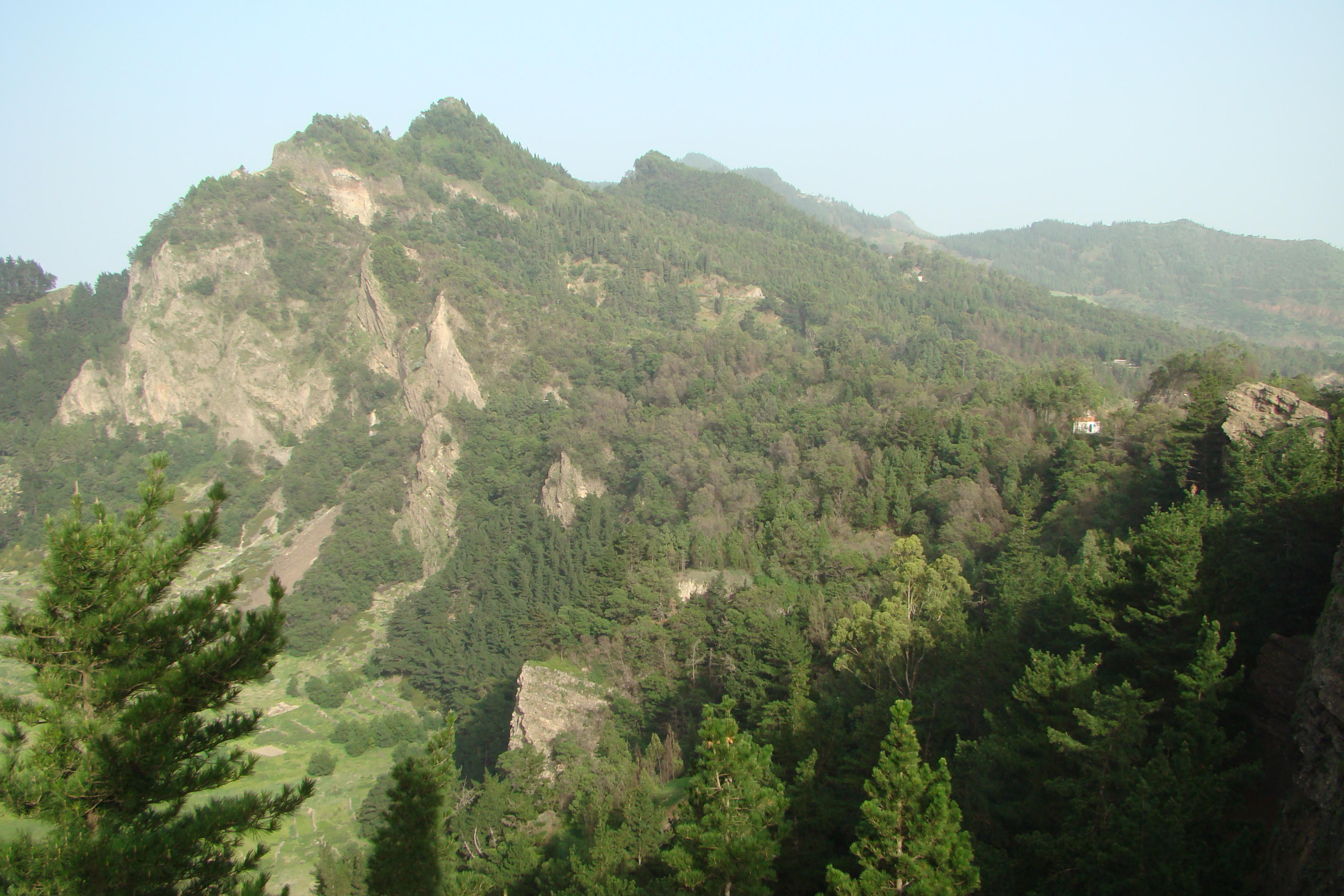
Pico da Cruz, vist des de l'"Estrada da Corda"

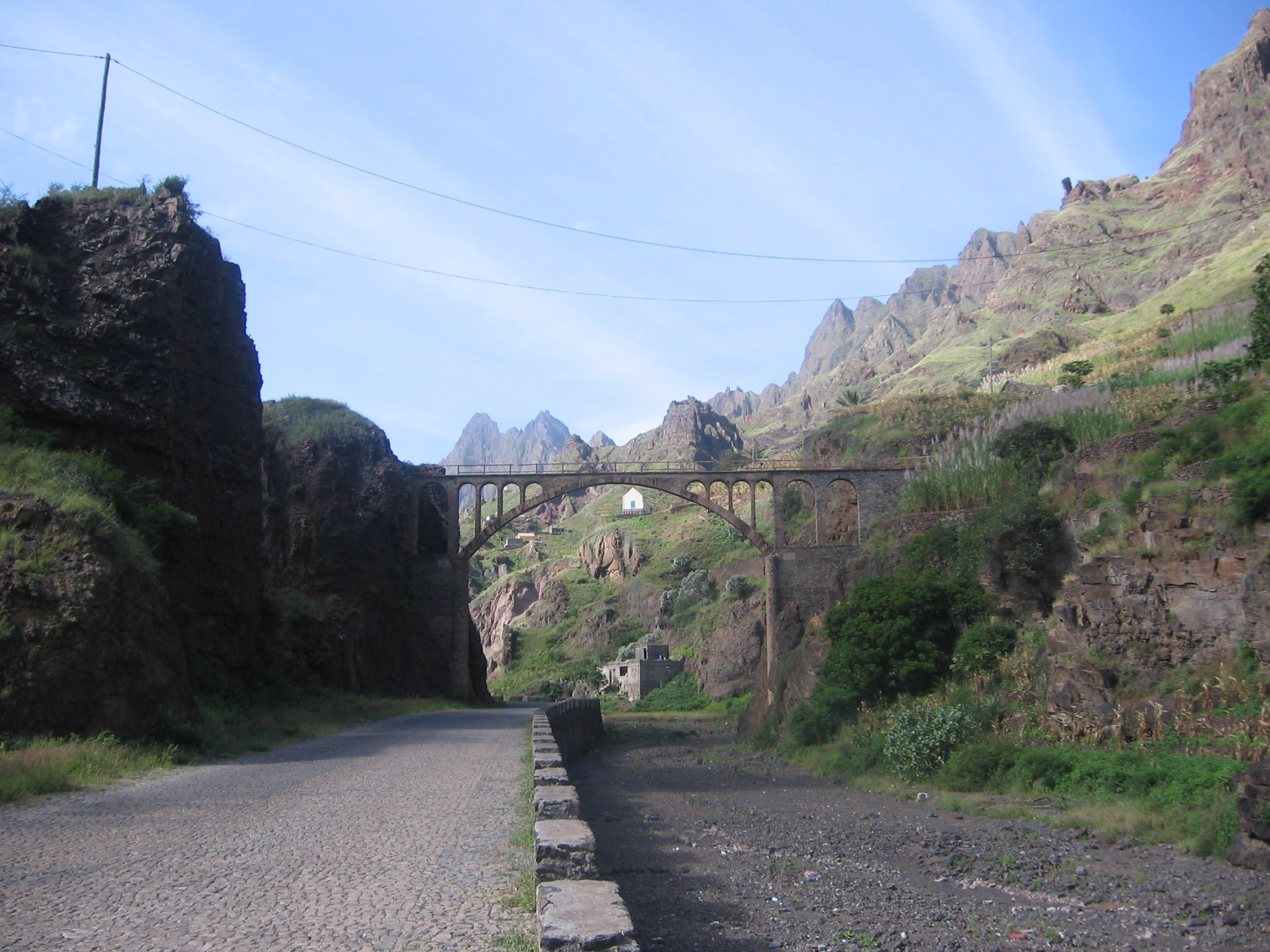
Aqüeducte a Ribeira Grande.

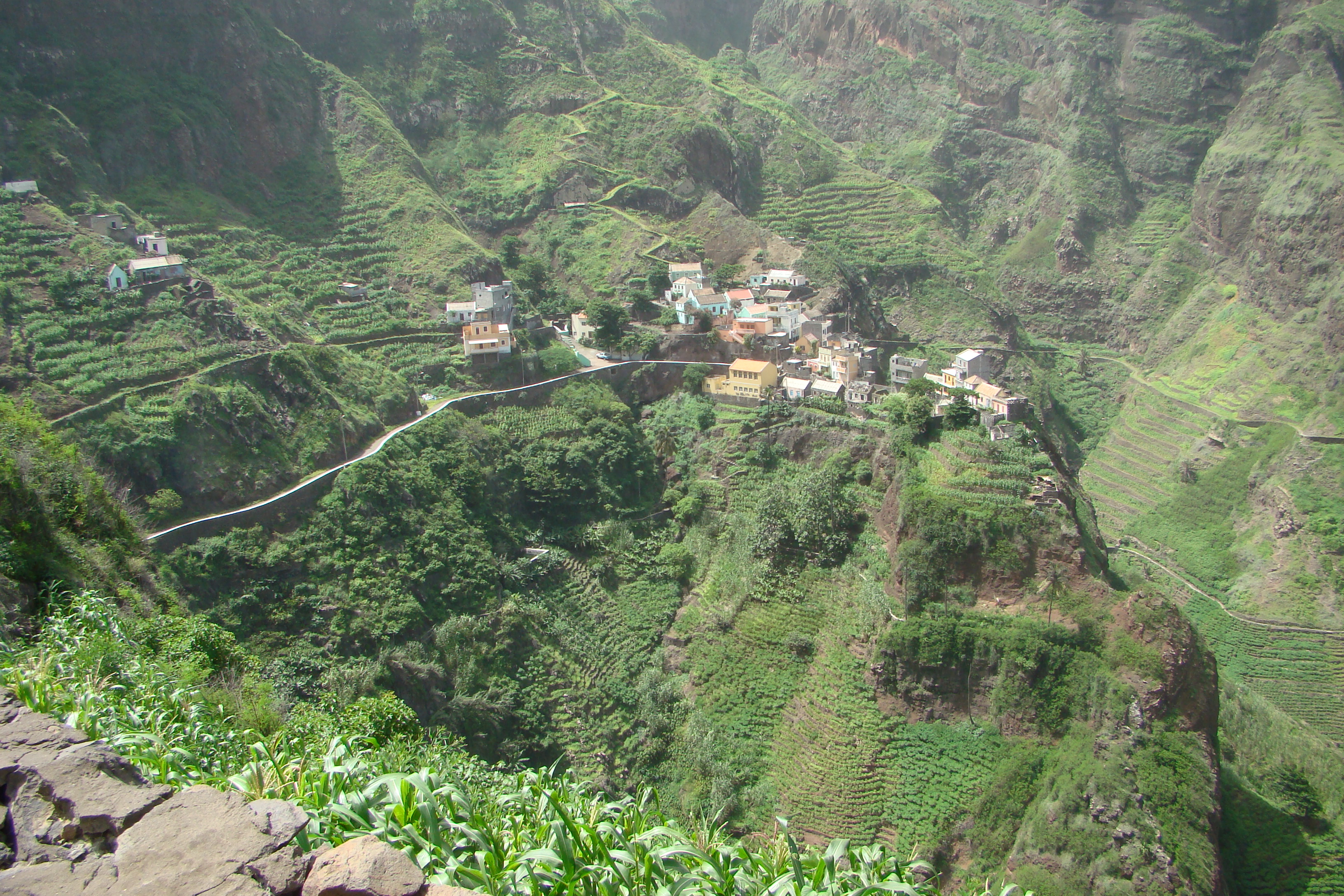
Localitat de Fontainhas, vora de Ponta do Sol

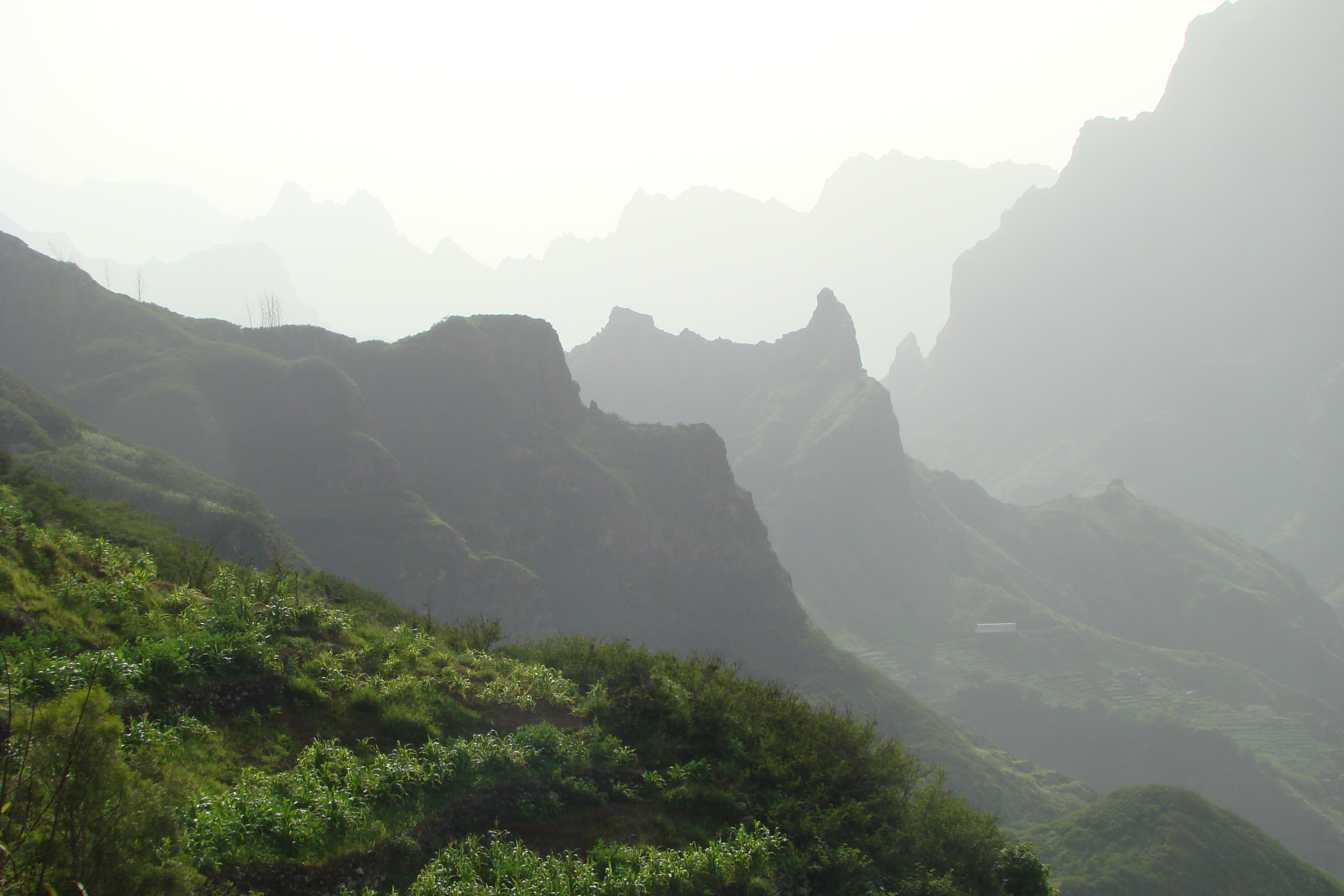
Capçalera de la Vall de Ribeira Grande, al capvespre

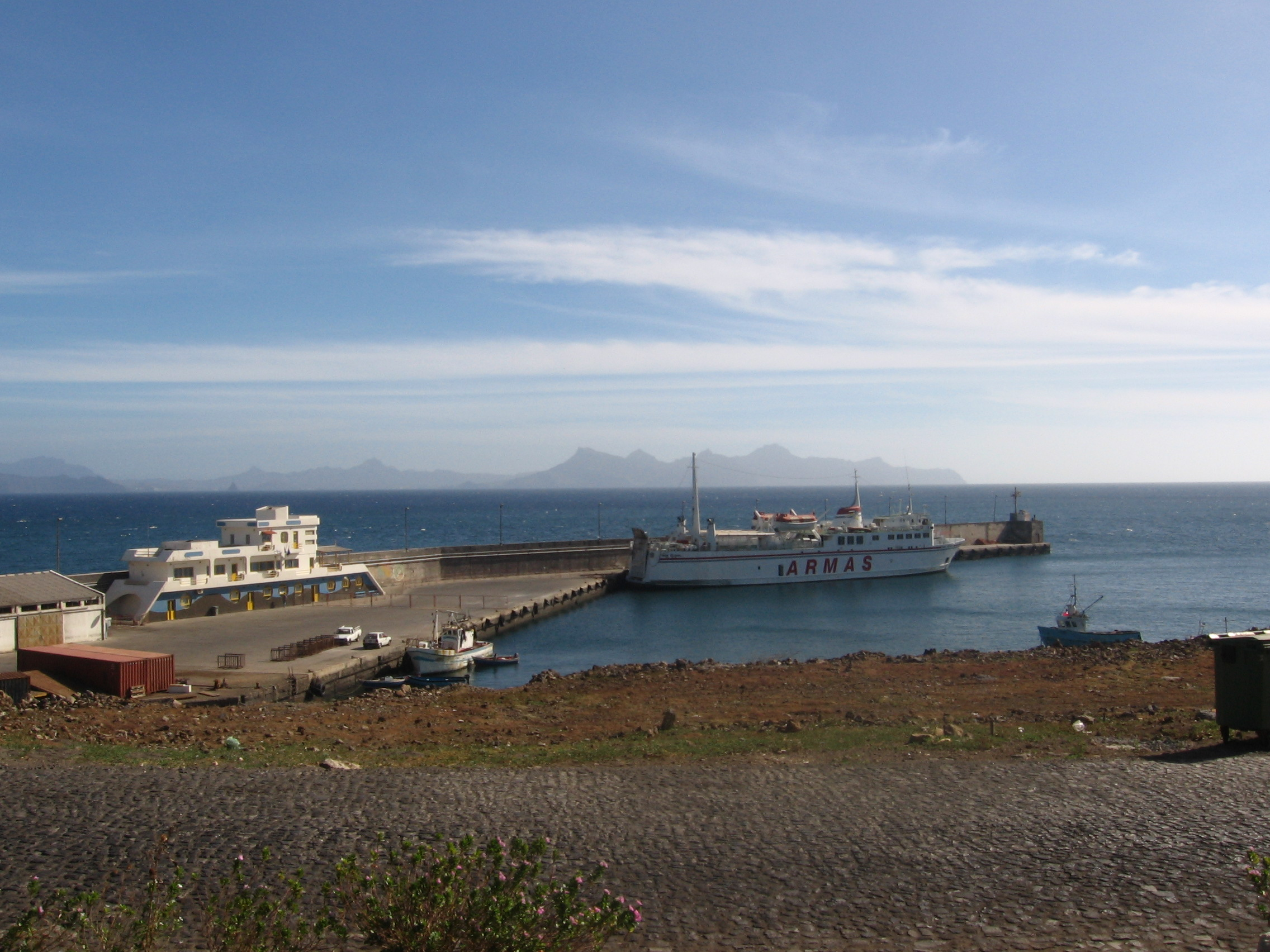
Port de Porto Novo.

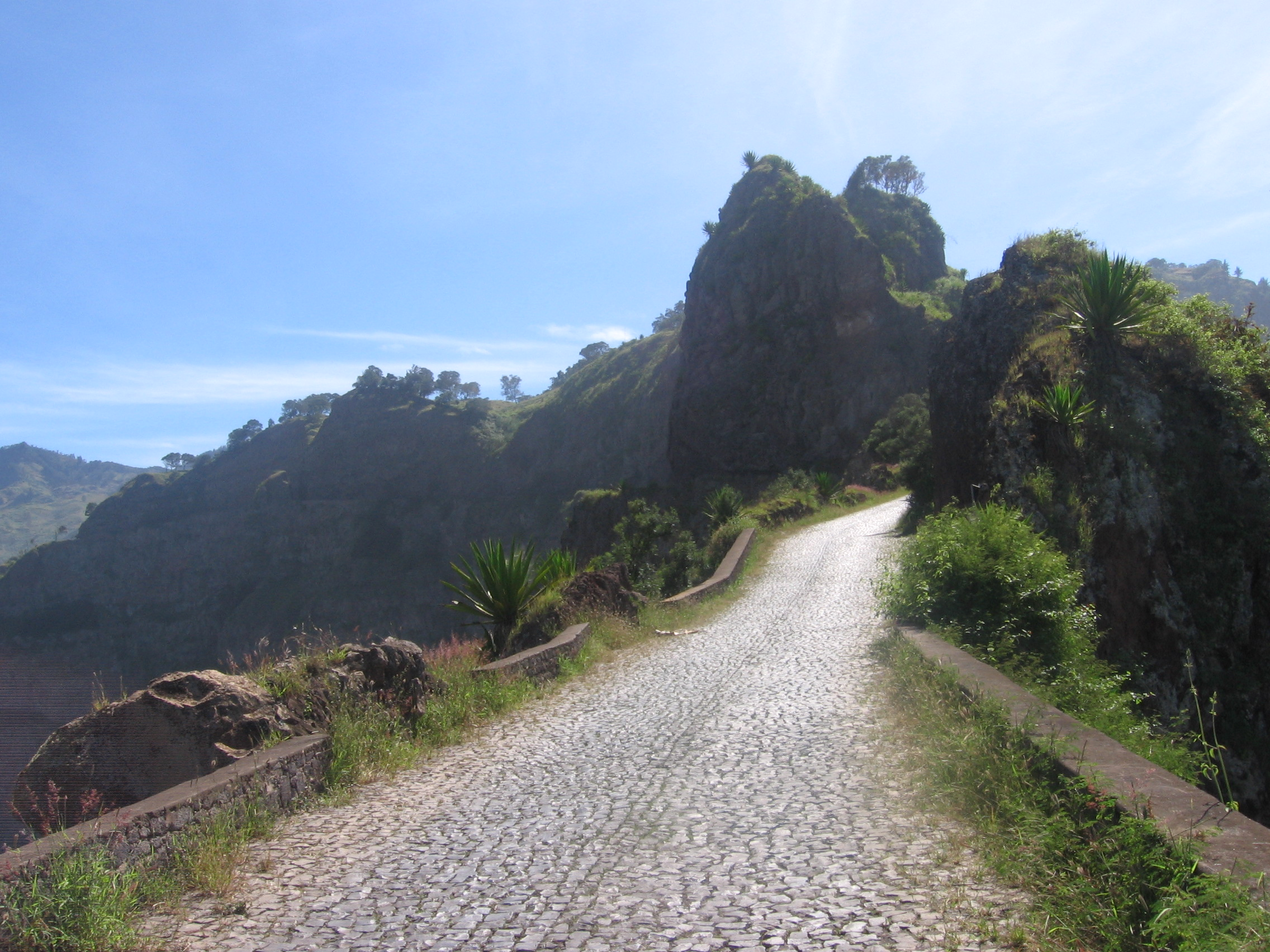
Estrada da Corda

D'origen volcànic, Santo Antão és l'illa més septentrional i occidental de Cap Verd i la més allunyada del continent africà, per la qual cosa l'extrem oest és considerat el punt més occidental d'Àfrica. El canal de São Vicente la separa de la propera Illa de São Vicente.
Una cadena de muntanyes, tinguda durant molt de temps com a inaccessible, separa l'illa entre nord i sud. Els principals assentaments urbans es troben a la costa oriental: la vila de Ribeira Grande, Porto Novo –porta d'entrada de gents i mercaderies vingudes de São Vicente– i Ponta do Sol, on hi ha l'aeròdrom de l'illa, actualment sense ús.

## Geografia
El punt més elevat de l'illa és el Topo da Coroa, volcà inactiu amb 1979 msnm, que es destaca d'una zona planáltica en el nord-oest de l'illa. Li segueix el Gudo de Cavaleiro, amb 1811 m, al centre, i el Pico da Cruz, amb 1584 m, al nord-est, amb una caldera volcànica (Cràter de Cova), cap de l'exuberant Vall de Paul.
Des de 1999 s'observa una contínua pujada de la temperatura de l'aigua del mar a la regió de Ponta do Sol. Els vulcanòlegs hi veuen un sinyal que el risc de noves erupcions en aquella àrea creix. La part de l'illa tornada al sud-est és gairebé completament àrida, mentre que la zona nord-est gaudeix de pluges relativament regulars i és raonablement verda. No és d'estranyar, doncs, que la majoria de la població es concentri en aquesta part de Santo Antão.
Molts volcans són relativament joves i tenen calderes. Les muntanyes són compostes de basalt i s'alcen a centenars de metres d'altura. Les valls són el resultat d'una forta erosió.

## Història
El nom Santo Antão va ser donat pel navegador portuguès Diogo Afonso, que va descobrir l'illa el 17 de gener de 1462, d'acord amb el sant del dia del descobriment, tal com va ocórrer amb altres illes del grup: São Vicente, São Nicolau i Santa Luzia. Deshabitada abans del descobriment, va romandre un temps sense colonitzar fins que el Tractat de Tordesillas, subscrit el 7 de juny de 1494, entre Portugal i el Regne de Castella, va determinar la divisió de les àrees d'influència dels països ibèrics. Estableix que serien per a Portugal les terres «descobertes i per descobrir» situades abans de la línia imaginària que demarcava 370 llegües (1770 km) a l'oest de l'illa de Santo Antão, i a l'altre regne ibèric les terres que es quedessin a l'altre costat d'aquesta línia.
Va començar a ser colonitzada, amb poc èxit, el 1548, i va passar després, ja al segle xvii, a ser propietat del comte de Santa Cruz. En aquest període, pobladors de les illes de Santiago i Fogo, juntament amb colons vinguts del nord de Portugal, van fundar la localitat de Povoação, l'actual vila de Ribera Grande, al nord de l'illa. El 1724, va ser venuda als anglesos, encara que tornaria aviat a mans portugueses que la van sotmetre administrativament a São Vicente, la capital de la qual, Mindelo, es va fundar el 1838. A mitjan segle xix, Santo Antão se'n separa administrativament, i esdevé un municipi independent.

## Economia
Santo Antão és una illa eminentment agrícola, amb un incipient turisme. La pesca hi té també un paper important . La putzolana hi és explotada per una unitat industrial a Porto Novo.

### Agricultura
Les principals produccions són canya de sucre, nyame, mandioca, banana, mango i blat de moro. Una densa xarxa de levadas i reserves permet la recol·lecció i l'emmagatzematge d'aigua dels rierols a diferents nivells, i serveix per a regar el cultius de les terrasses dels vessants.
La canya de sucre va ser introduïda pels musulmans en la península Ibèrica, cap al segle viii, i van ser els portuguesos que la van traslladar a les illes de la Macaronèsia, primer a Madeira (d'on va saltar a les illes Canàries), i més tard a Cap Verd, on es va convertir en el principal cultiu de l'illa de Santo Antão cap a mitjan segle xix. De la canya de sucre es produeix la mel de canya i el grogue, un tipus de cachaça o aiguardent, produït localment i molt popular a tot l'arxipèlag. A la Vall de Paul encara es conserven en ús alguns trapitjos on es destil·la grogue.

### Turisme
En els últims anys el turisme pren més mportància. El paisatge escarpat, contrastant àrees verdes amb regions absolutament seques, i una xarxa de camins d'accés a les poblacions i als camps de cultiu escampats per les diferents valls són un fort atractiu per als senderistes, el turisme d'aventura i l'ecoturisme. Entre els nuclis més destacats per a aquestes activitats, hi ha Passagem (a la vall de Paul), Fontainhas, Chá de Igreja o Corda, situades totes en el massís oriental; o Monte Trigo i Mourinho de Égua, a l'oest.
Avui a l'interior de les valls hi ha petites empreses que viuen del turisme.

## Transport i comunicacions

### Transport marítim
L'accés per mar es fa a través de Porto Novo, en el vessant sud, on hi ha el principal port de l'illa. Hi ha connexions diàries regulars amb Mindelo, a la veïna illa de São Vicente, a només una hora de viatge. El port de Porto Novo va ser inaugurat el 1962 i ampliat, per adaptar-ho a vaixells de major importància, el 2012. Té un moll de 245 metres de llarg i una terminal coberta amb una àrea de 450 m².

### Transport aeri
Fins fa uns anys, hi havia a Ponta do Sol un petit aeròdrom, tancat i en desús després per raons de seguretat. Es denominava Aeròdrom Agostinho Neto, en homenatge a l'antic president d'Angola, que, a l'inici dels anys 1960, va viure durant algun temps a Ponta do Sol, on havia sigut deportat.

### Xarxa viària
Té cinc carreteres principals, encara que hi ha altres menors que permeten accedir a les valls o a punts de la costa. En tots els casos, excepte en un, es tracta de carreteres pavimentades amb llambordes de petita grandària i construïdes a mitjan segle xx.
- La nova carretera Porto Novo-Janela, inaugurada el 2009, és l'única carretera asfaltada, i cona accés als municipis del Paul i Ribeira Grande, vorejant la costa nord-est de l'illa. La carretera té prop de 23 quilòmetres de recorregut, incloent els dos primers túnels viaris de Cap Verd: el túnel del Far i el túnel de Santa Bàrbara, amb 240 i 340 metres de longitud respectivament.[5] Aquesta carretera continua des de Pontinha dona Janela, ja amb traçat antic i empedrada, fins a Vila das Pombas, Ribeira Grande i Ponta do Sol.
- La carretera coneguda com a Estrada da Corda, uneix Porto Novo amb Ribeira Grande, i es desenvolupa espectacularment en la línia de cims que separa les valls de Ribeira Grande i de Ribeira da Torre. Fins a 2009 era l'única via de comunicació entre les dues ciutats més importants de l'illa. Quan es va construir als anys seixanta del segle xx, va comportar el declivi del port de Boca da Pistola, a Ponta do Sol, com a porta d'entrada de l'illa.
- La carretera entre Porto Novo i Ribeira da Cruz, a la costa nord, travessa igualment el massís central, i és encara avui l'únic accés a aquesta zona de l'illa. D'aquesta carretera, surt la carretera de Tarrafal, que voreja al bec de Tope de Coroa, el més alt de l'illa, o s'allarga fins a Monte Trigo, a l'extrem occidental.
- Finalment, la carretera Ribeira Grande-Horta da Garça, actualment en construcció[Quan?][Cal actualitzar] en un nou tram fins a Cruzinha da Garça, un petit poble pesquer de la costa nord.

El transport de persones per carretera es fa, de forma gairebé exclusiva, mitjançant els aluguers, mitjà de transport semi-públic consistent en una furgoneta de deu o dotze places, de titularitat privada encara que amb llicència municipal, que fa un trajecte més o menys preestablert i que recull viatgers i petites mercaderies al llarg de la ruta. En funció del trajecte, el viatger paga un preu establert per l'ajuntament. Funcionen de forma equivalent als autobusos de línia i al taxis (poden ser llogats per un sol viatger), transports que no existeixen a l'illa.

## Divisió administrativa

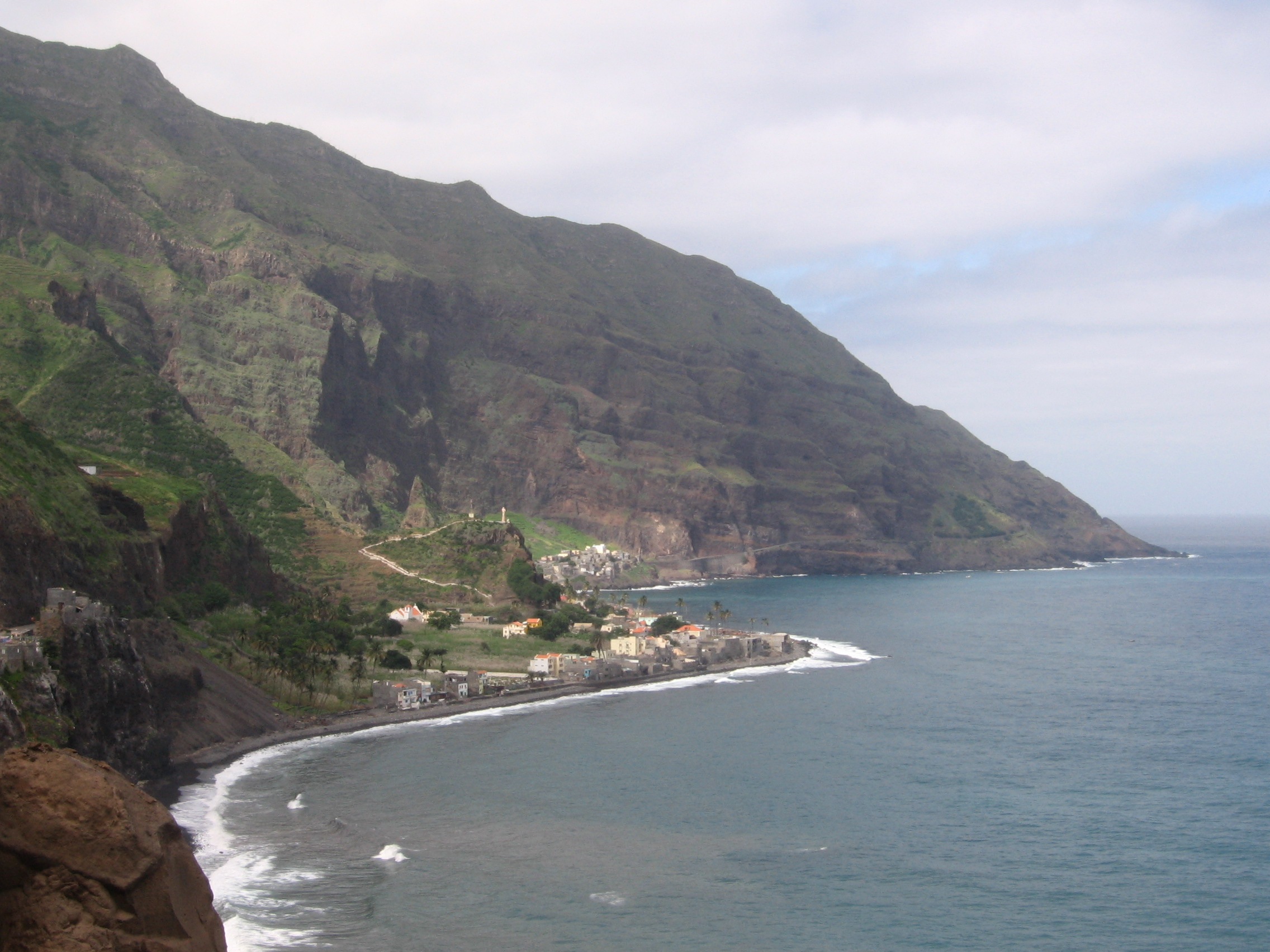
Vila das Pombas.

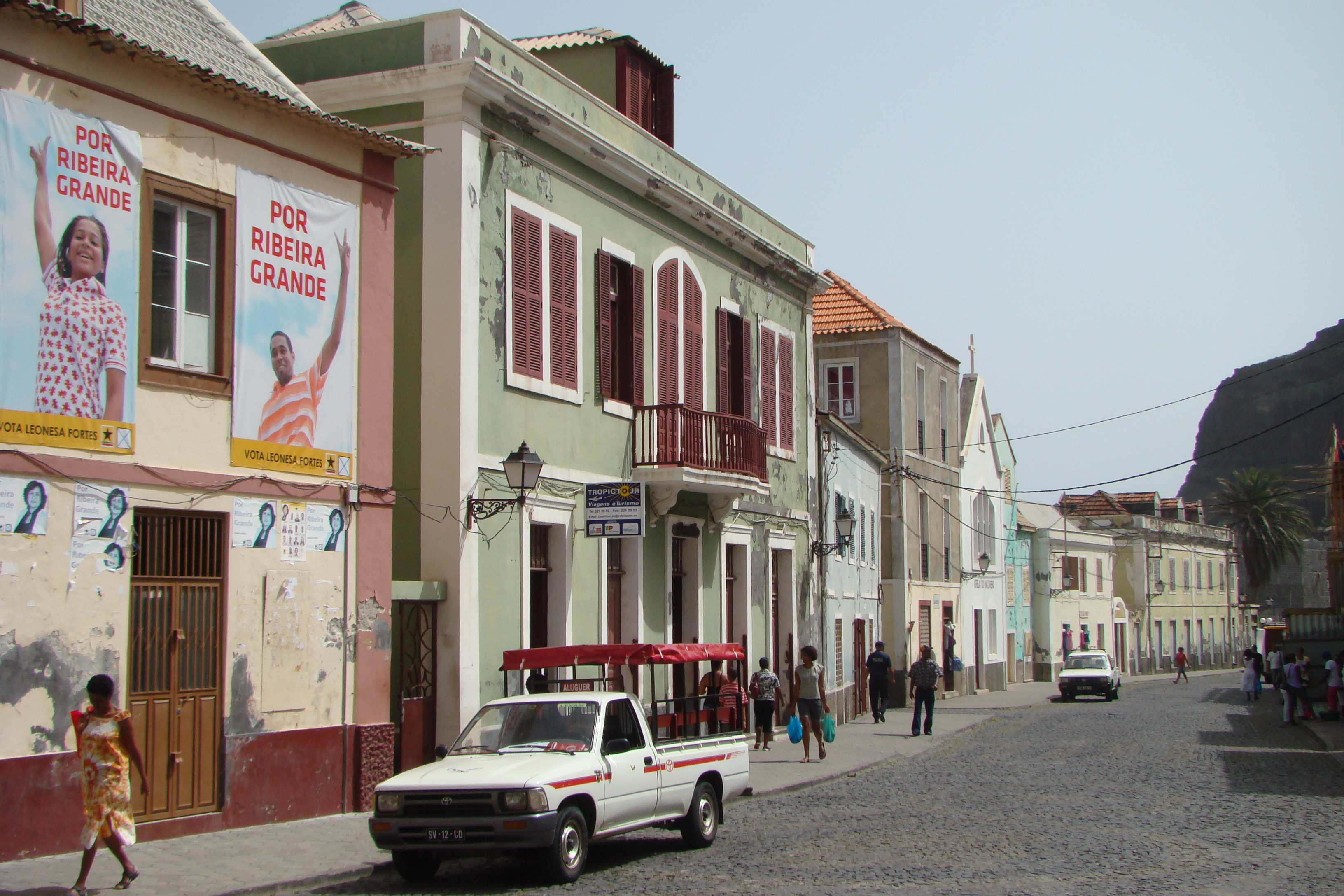
Arquitectura colonial portuguesa a un carrer de Ribeira Grande (2012)

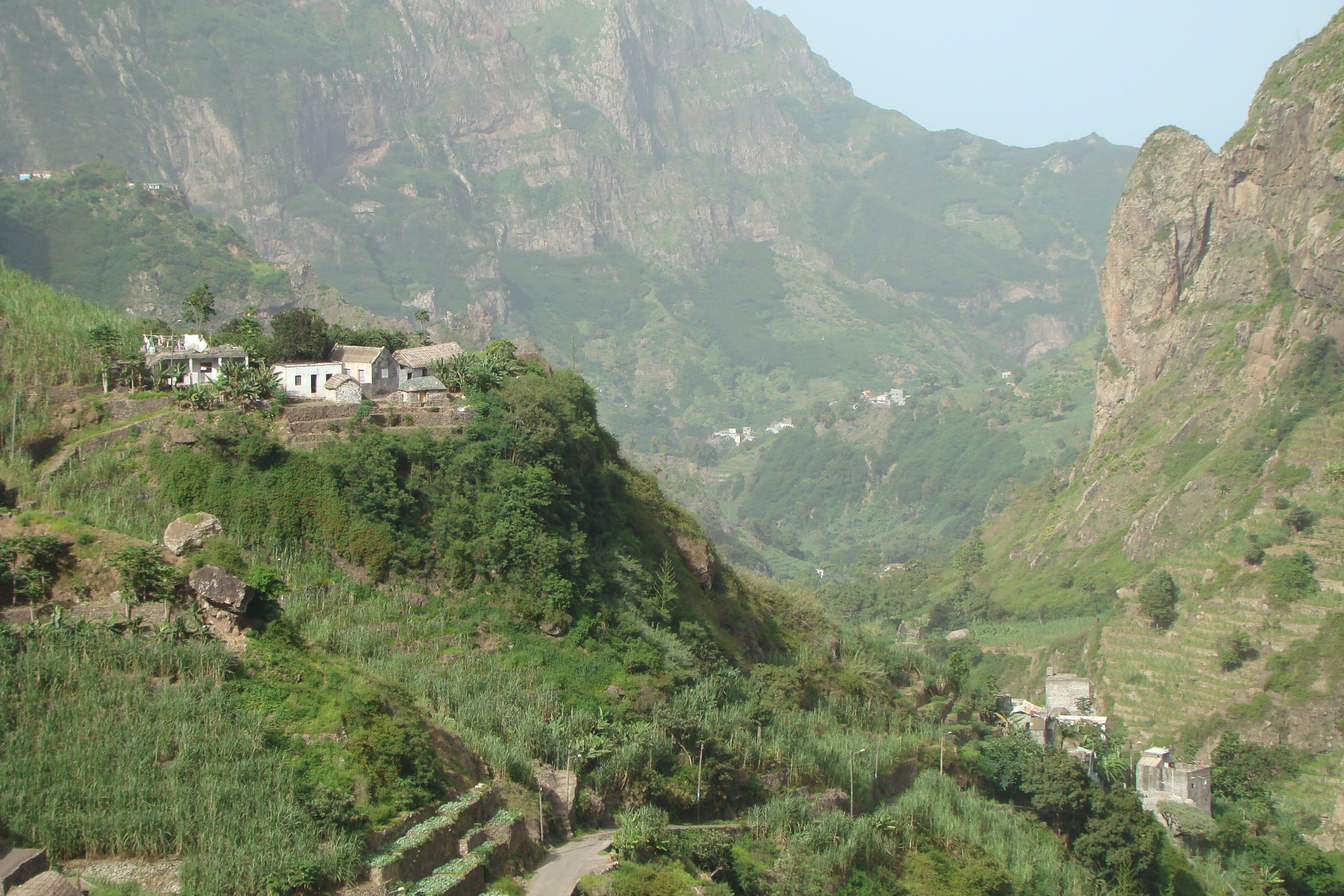
La Vall de Paul, vista des de Cabo da Ribeira

L'illa de Santo Antão és dividida actualment en tres concelhos, que se subdivideixen en set freguesias:
- Municipi de Paul:
  - Santo António das Pombas;
- Municipi de Porto Novo:
  - São João Baptista,
  - Santo André;
- Municipi de Ribeira Grande:
  - Nossa Senhora do Rosário,
  - Nossa Senhora do Livramento,
  - Santo Crucifixo
  - São Pedro Apóstolo.

Tanmateix, fins a 1971, abans de la independència, hi havia un únic concelho; el Concelho de Santo Antão, que s'organitzava en cinc freguesias:
- - Santo António das Pombas,
  - Nossa Senhora do Rosário,
  - Santo Crucifixo,
  - São Pedro Apóstolo,
  - São João Baptista.

Anteriorment, des de 1867 fins a final del segle xix, hi havia un concelho do Paul.

## Personatges il·lustres
- Roberto Duarte Silva, químic.
- Antoninho Travadinha, violinista.
- Gabriel Mariano, jutge, poeta, contista i assagista.
- Luís Romano de Madeira Melo, poeta, novel·lista i folklorista.
- Manuel de Novas, poeta i compositor.